# Prêmios recebidos pela Mocidade Independente de Padre Miguel
A lista de prêmios recebidos pela Mocidade Independente de Padre Miguel reúne as premiações extraoficiais e as condecorações recebidas pelo Grêmio Recreativo Escola de Samba Mocidade Independente de Padre Miguel. A agremiação foi fundada em 10 de novembro de 1955 por Sílvio Trindade, Renato da Silva, Djalma Rosa, Olímpio Bonifácio (Bronquinha), Ary de Lima, Jorge Avelino da Silva , Orozimbo de Oliveira (Seu Orozimbo), Garibaldi F. Lima, Felipe de Souza (Pavão), José Pereira da Silva (Mestre André) e Alfredo Briggs a partir de um time de futebol amador da época, o Independente Futebol Clube.
A Mocidade é uma das maiores vencedora do prêmio Estandarte de Ouro, considerado o "óscar do carnaval carioca". Também conquistou diversas premiações como Tamborim de Ouro, S@mba-Net, Estrela do Carnaval, Prêmio SRzd, entre outras. Possui seis títulos na elite do carnaval, conquistados nos anos de 1979, 1985, 1990, 1991, 1996 e 2017. Ocupa a posição de sétima maior vencedora no ranking de campeãs do carnaval carioca. 

## Estandarte de Ouro
O Estandarte de Ouro é o mais antigo e importante prêmio extraoficial do carnaval do Rio de Janeiro, sendo conhecido como "Óscar do samba" ou "Óscar do carnaval", numa referência ao Óscar. Sua primeira edição foi realizada em 1972. É organizado e oferecido pelos jornais O Globo e Extra. Contempla a primeira e a segunda divisão do carnaval. Os vencedores são escolhidos por um júri formado por jornalistas, repórteres e colunistas do Jornal O Globo, da Rede Globo e da Rádio Globo; além de artistas ligados à música e às artes.

### Prêmios por categoria
| Categoria                                             | Total | Ano                                            |
| ----------------------------------------------------- | ----- | ---------------------------------------------- |
| Melhor Escola                                         | 2     | 1991, 1999                                     |
| Samba-enredo                                          | 4     | 1974, 1997, 2018, 2022                         |
| Enredo                                                | 8     | 1975, 1978, 1979, 1983, 1987, 1995, 1996, 1999 |
| Bateria                                               | 6     | 1974, 1976, 1991, 1992, 2001, 2018             |
| Intérprete                                            | 3     | 1987, 1997, 2008                               |
| Mestre-sala                                           | 2     | 1999, 2008                                     |
| Porta-bandeira                                        | 1     | 1993                                           |
| Comissão de Frente                                    | 2     | 2008, 2025                                     |
| Melhor Ala                                            | 2     | 1981, 1993                                     |
| Ala de Baianas                                        | 3     | 1991, 2006, 2008                               |
| Ala de Passistas                                      | 1     | 2024                                           |
| Personalidade                                         | 4     | 1985, 2002, 2019, 2020                         |
| Revelação                                             | 5     | 1981, 1989, 1993, 1999, 2000                   |
| Prêmio Fernando Pamplona                              | 1     | 2023                                           |
| Passista Feminino (Categoria extinta em 2019)         | 5     | 1982, 1984, 2002, 2010, 2011                   |
| Passista Masculino (Categoria extinta em 2019)        | 2     | 2008, 2015                                     |
| Destaque Masculino (Categoria extinta em 1986)        | 1     | 1975                                           |
| Comunicação com o Público (Categoria extinta em 1983) | 3     | 1974, 1976, 1983                               |
| Fantasias (Categoria extinta em 1975)                 | 1     | 1975                                           |
| Total até 2025: 56 prêmios                            |       |                                                |

### Relação completa
| Ano  | Categoria premiada                                                                 | C  | Referência          |
| ---- | ---------------------------------------------------------------------------------- | -- | ------------------- |
| 1974 | Comunicação com o Público                                                          | 1  | [ 7 ] [ 8 ]         |
| 1974 | Samba-enredo ("A Festa do Divino")                                                 | 2  | [ 7 ] [ 8 ]         |
| 1974 | Bateria                                                                            | 3  | [ 7 ] [ 8 ]         |
| 1975 | Enredo ("O Fantástico Mundo do Uirapuru")                                          | 4  | [ 7 ] [ 9 ]         |
| 1975 | Destaque Masculino (Mestre André - Diretor de Bateria)                             | 5  | [ 7 ] [ 9 ]         |
| 1975 | Fantasias                                                                          | 6  | [ 7 ] [ 9 ]         |
| 1976 | Comunicação com o Público                                                          | 7  | [ 7 ] [ 10 ]        |
| 1976 | Bateria                                                                            | 8  | [ 7 ] [ 10 ]        |
| 1978 | Enredo ("Brasiliana")                                                              | 9  | [ 11 ]              |
| 1979 | Enredo ("O Descobrimento do Brasil")                                               | 10 | [ 12 ]              |
| 1981 | Melhor Ala (Baianas)                                                               | 11 | [ 7 ] [ 13 ]        |
| 1981 | Revelação (Alexandre)                                                              | 12 | [ 7 ] [ 13 ]        |
| 1982 | Passista Feminino (Lúcia)                                                          | 13 | [ 7 ] [ 14 ]        |
| 1983 | Comunicação com o Público                                                          | 14 | [ 7 ] [ 15 ]        |
| 1983 | Enredo ("Como Era Verde o Meu Xingu")                                              | 15 | [ 7 ] [ 15 ]        |
| 1984 | Passista Feminino (Careca)                                                         | 16 | [ 7 ] [ 16 ]        |
| 1985 | Personalidade (Chiquinho - Diretor de Barracão)                                    | 17 | [ 7 ] [ 17 ]        |
| 1987 | Enredo ("Tupinicópolis")                                                           | 18 | [ 7 ] [ 18 ]        |
| 1987 | Intérprete (Ney Vianna)                                                            | 19 | [ 7 ] [ 18 ]        |
| 1989 | Revelação (Lucinha Nobre - Segunda Porta-bandeira)                                 | 20 | [ 7 ] [ 19 ]        |
| 1991 | Melhor Escola                                                                      | 21 | [ 7 ] [ 20 ]        |
| 1991 | Bateria                                                                            | 22 | [ 7 ] [ 20 ]        |
| 1991 | Ala de Baianas                                                                     | 23 | [ 7 ] [ 20 ]        |
| 1992 | Bateria                                                                            | 24 | [ 7 ] [ 21 ]        |
| 1993 | Porta-bandeira (Lucinha Nobre - Segunda Porta-bandeira)                            | 25 | [ 7 ] [ 22 ]        |
| 1993 | Melhor Ala (Alegria do Galo)                                                       | 26 | [ 7 ] [ 22 ]        |
| 1993 | Revelação (Rogerinho Dornelles - Segundo Mestre-sala)                              | 27 | [ 7 ] [ 22 ]        |
| 1995 | Enredo ("Padre Miguel, Olhai por Nós!")                                            | 28 | [ 7 ] [ 23 ]        |
| 1996 | Enredo ("Criador e Criatura")                                                      | 29 | [ 7 ] [ 24 ]        |
| 1997 | Samba-enredo ("De Corpo e Alma na Avenida")                                        | 30 | [ 7 ] [ 25 ]        |
| 1997 | Intérprete (Wander Pires)                                                          | 31 | [ 7 ] [ 25 ]        |
| 1999 | Melhor Escola                                                                      | 32 | [ 7 ] [ 26 ]        |
| 1999 | Enredo ("Villa-Lobos e a Apoteose Brasileira")                                     | 33 | [ 7 ] [ 26 ]        |
| 1999 | Mestre-sala (Rogerinho Dornelles)                                                  | 34 | [ 7 ] [ 26 ]        |
| 1999 | Revelação (Nira - Primeira Porta-bandeira)                                         | 35 | [ 7 ] [ 26 ]        |
| 2000 | Revelação (Paulo Henrique - Intérprete)                                            | 36 | [ 7 ] [ 27 ]        |
| 2001 | Bateria                                                                            | 37 | [ 7 ] [ 28 ]        |
| 2002 | Passista Feminino (Marilene)                                                       | 38 | [ 7 ] [ 29 ]        |
| 2002 | Personalidade (Renato Lage - Carnavalesco)                                         | 39 | [ 7 ] [ 29 ]        |
| 2006 | Ala de Baianas                                                                     | 40 | [ 7 ] [ 30 ]        |
| 2008 | Mestre-sala (Rogerinho Dornelles)                                                  | 41 | [ 7 ] [ 31 ]        |
| 2008 | Intérprete (Bruno Ribas)                                                           | 42 | [ 7 ] [ 31 ]        |
| 2008 | Comissão de Frente                                                                 | 43 | [ 7 ] [ 31 ]        |
| 2008 | Ala de Baianas                                                                     | 44 | [ 7 ] [ 31 ]        |
| 2008 | Passista Masculino (Evandro)                                                       | 45 | [ 7 ] [ 31 ]        |
| 2010 | Passista Feminino (Tina)                                                           | 46 | [ 7 ] [ 32 ]        |
| 2011 | Passista Feminino (Vânia Vulcão)                                                   | 47 | [ 7 ] [ 33 ] [ 34 ] |
| 2015 | Passista Masculino (Gabriel Castro)                                                | 48 | [ 35 ]              |
| 2018 | Samba-enredo ("Namastê... A Estrela que Habita em Mim Saúda a que Existe em Você") | 49 | [ 36 ] [ 37 ]       |
| 2018 | Bateria                                                                            | 50 | [ 36 ] [ 37 ]       |
| 2019 | Personalidade (Tia Nilda)                                                          | 51 | [ 38 ] [ 39 ]       |
| 2020 | Personalidade (Elza Soares)                                                        | 52 | [ 40 ]              |
| 2022 | Samba-enredo ("Batuque ao Caçador")                                                | 53 | [ 41 ]              |
| 2023 | Prêmio Fernando Pamplona (Pelo uso de materiais alternativos no carro abre-alas)   | 54 | [ 42 ]              |
| 2024 | Ala de Passistas                                                                   | 55 | [ 43 ]              |
| 2025 | Comissão de Frente                                                                 | 56 | [ 44 ]              |

## Estrela do Carnaval
Estrela do Carnaval é uma premiação organizada e concedida pelo site Carnavalesco à primeira e segunda divisões do carnaval carioca. Sua primeira edição foi realizada em 2008. Até 2011 foi realizada em parceria com o site SRZD. Os premiados são escolhidos por jornalistas, comentaristas, radialistas e fotógrafos que fazem a cobertura dos desfiles das escolas de samba.
| Ano  | Categoria premiada                                                  | C  | Referência           |
| ---- | ------------------------------------------------------------------- | -- | -------------------- |
| 2008 | Mestre-sala e Porta-bandeira (Rogerinho Dornelles e Marcella Alves) | 1  | [ 46 ] [ 47 ]        |
| 2009 | Passista Feminino (Tânia)                                           | 2  | [ 45 ] [ 48 ] [ 49 ] |
| 2010 | Passista Masculino (Hudson)                                         | 3  | [ 50 ] [ 51 ]        |
| 2017 | Comissão de Frente                                                  | 4  | [ 52 ]               |
| 2018 | Bateria                                                             | 5  | [ 53 ]               |
| 2018 | Ala de Passistas                                                    | 6  | [ 53 ]               |
| 2020 | Bateria                                                             | 7  | [ 54 ]               |
| 2022 | Ala de Passistas                                                    | 8  | [ 55 ]               |
| 2022 | Personalidade (Tia Nilda)                                           | 9  | [ 55 ]               |
| 2025 | Bateria                                                             | 10 | [ 56 ]               |
| 2025 | Ala de Passistas                                                    | 11 | [ 56 ]               |

## Fala Galera Carna Insta
Fala Galera Carna Insta é um prêmio concedido desde 2022 pelo site carnainsta junto com o canal Fala Galera às escolas de samba da primeira e da segunda divisão do carnaval carioca.
| Ano  | Categoria premiada                                           | C | Referência |
| ---- | ------------------------------------------------------------ | - | ---------- |
| 2022 | Samba-enredo ("Batuque ao Caçador")                          | 1 | [ 57 ]     |
| 2024 | Inovação (Comissão de Frente com integrante na arquibancada) | 2 | [ 58 ]     |

## Feras da Sapucaí
Feras da Sapucaí é um prêmio concedido desde 2022 pela revista Feras do Carnaval às escolas de samba da primeira e da segunda divisão do carnaval carioca.
| Ano  | Categoria premiada               | C | Referência |
| ---- | -------------------------------- | - | ---------- |
| 2022 | Bateria                          | 1 | [ 59 ]     |
| 2023 | Destaque de Luxo (Marcos Lerroy) | 2 | [ 60 ]     |

## Gato de Prata
Troféu Gato de Prata é um prêmio idealizado e concedido pelo cantor, compositor e jornalista Tico do Gato à primeira e segunda divisões do carnaval carioca. Sua primeira edição foi realizada em 2010. A escolha dos contemplados é feita por jornalistas, comentaristas, radialistas e fotógrafos que fazem a cobertura dos desfiles das escolas de samba.
| Ano  | Categoria premiada                                         | C  | Referência    |
| ---- | ---------------------------------------------------------- | -- | ------------- |
| 2011 | Personalidade (Paulo Vianna - Presidente da Mocidade)      | 1  | [ 62 ]        |
| 2012 | Enredo ("Por Ti, Portinari, Rompendo a Tela, a Realidade") | 2  | [ 63 ]        |
| 2013 | Torcida Organizada (Independentes da Mocidade)             | 3  | [ 64 ] [ 65 ] |
| 2015 | Ala de Passistas Feminino                                  | 4  | [ 66 ]        |
| 2017 | Melhor Escola                                              | 5  | [ 61 ]        |
| 2017 | Carnavalesco (Alexandre Louzada)                           | 6  | [ 61 ]        |
| 2017 | Ala de Passistas Masculino                                 | 7  | [ 61 ]        |
| 2017 | Direção de Carnaval (Marquinho Marino)                     | 8  | [ 61 ]        |
| 2017 | Originalidade ("Aladim voador" da Comissão de Frente)      | 9  | [ 61 ]        |
| 2018 | Bateria                                                    | 10 | [ 67 ]        |
| 2018 | Destaque de Luxo (Rodrigo Leocádio)                        | 11 | [ 67 ]        |
| 2019 | Destaque de Luxo (Rodrigo Leocádio)                        | 12 | [ 68 ]        |
| 2019 | Personalidade (Vô Macumba)                                 | 13 | [ 68 ]        |
| 2020 | Samba-enredo ("Elza Deusa Soares")                         | 14 | [ 69 ]        |
| 2020 | Harmonia                                                   | 15 | [ 69 ]        |
| 2022 | Samba-enredo ("Batuque ao Caçador")                        | 16 | [ 70 ]        |
| 2024 | Melhor Ala (Compositores)                                  | 17 | [ 71 ]        |
| 2024 | Velha Guarda                                               | 18 | [ 71 ]        |
| 2024 | Samba Popular ("Pede Caju que Dou... Pé de Caju que Dá!")  | 19 | [ 71 ]        |
| 2025 | Comissão de Frente                                         | 20 | [ 72 ]        |
| 2025 | Destaque de Luxo (Rodrigo Leocádio)                        | 21 | [ 72 ]        |

## Machine - Bastidores do Carnaval Carioca
O Prêmio Machine - Bastidores do Carnaval Carioca é uma premiação idealizada por Cátia Calixto, com coordenação de Denise Pinto Pereira e Elizabeth Rodrigues, concedida aos profissionais técnicos que atuam no Sambódromo da Marquês de Sapucaí. O prêmio foi criado em homenagem à José Carlos Farias Caetano ("Machine"), conhecido como Síndico da Passarela. Sua primeira edição foi realizada em 2016. A escolha dos contemplados é feita pelos coordenadores do prêmio e pelo júri técnico formado por personalidades ligadas ao samba e ao carnaval.
| Ano  | Categoria premiada                                                 | Referência |
| ---- | ------------------------------------------------------------------ | ---------- |
| 2016 | Ala de Baianas                                                     | [ 74 ]     |
| 2016 | Torcida Organizada Independentes da Mocidade                       | [ 74 ]     |
| 2017 | Coreógrafos de Comissão de Frente (Jorge Teixeira e Saulo Finelon) | [ 75 ]     |
| 2022 | Velha Guarda                                                       | [ 76 ]     |

## Passista Samba no Pé
O Prêmio Passista Samba no Pé é destinado exclusivamente ao segmento de passistas do carnaval do Rio de Janeiro, sendo oferecido pelo portal Passista Samba no Pé. Contempla a primeira e segunda divisão do carnaval. Sua primeira edição foi realizada em 2016. A escolha dos contemplados é realizada pelos coordenadores do prêmio.
| Ano  | Categoria premiada                          | Referência |
| ---- | ------------------------------------------- | ---------- |
| 2018 | Melhor Ala de Passistas                     | [ 77 ]     |
| 2018 | Passista Feminino (Luanda Araujo)           | [ 77 ]     |
| 2019 | Melhor Ala de Passistas                     | [ 78 ]     |
| 2019 | Passista Revelação Masculino (Michel Rhuim) | [ 78 ]     |

## Plumas & Paetês Cultural
O Prêmio Plumas & Paetês Cultural é uma premiação concedida desde 2005 à técnicos e profissionais que trabalham nos bastidores do carnaval carioca.
| Ano  | Categoria                         | Premiado(a) | C  | Referência |
| ---- | --------------------------------- | --- | -- | ---------- |
| 2007 | Personalidade                     | Thatiana Pagung | 1  | [ 80 ]     |
| 2008 | Coreógrafo de Comissão de Frente  | Fábio de Mello | 2  | [ 81 ]     |
| 2008 | Costureira                        | Lúcia Lyra "Luluca" | 3  | [ 81 ]     |
| 2008 | Bordadeira                        | Sônia dos Santos | 4  | [ 81 ]     |
| 2008 | Destaque Performático             | Maurício D'Paula | 5  | [ 81 ]     |
| 2009 | Destaque Performático             | Maurício Pina | 6  | [ 82 ]     |
| 2010 | Diretor de Harmonia               | Rômulo Ramos | 7  | [ 83 ]     |
| 2011 | Diretor de Barracão               | Carlos Santana | 8  | [ 84 ]     |
| 2011 | Costureira                        | Carmem Maria | 9  | [ 84 ]     |
| 2011 | Destaque de Luxo Feminino         | Regina Marins | 10 | [ 84 ]     |
| 2012 | Historiador / Pesquisador         | Alexandre Louzada | 11 | [ 85 ]     |
| 2012 | Destaque de Luxo Feminino         | Regina Marins | 12 | [ 85 ]     |
| 2012 | Iluminador                        | Luiz Antonio Silva Pereira                                                                                             | 13 | [ 85 ]     |
| 2013 | "Eu Sou o Samba"                  | Tia Nilda | 14 | [ 86 ]     |
| 2015 | Artista Plástica                  | Andréia Vieira | 15 | [ 87 ]     |
| 2015 | Iluminador                        | Mário Sérgio | 16 | [ 87 ]     |
| 2015 | Marceneiro                        | Juraci Alves | 17 | [ 87 ]     |
| 2015 | Ferreiro                          | Alan Duque da Silva | 18 | [ 87 ]     |
| 2016 | Artesão / Escultor                | Alex Salvador | 19 | [ 88 ]     |
| 2017 | Carnavalesco                      | Alexandre Louzada | 20 | [ 89 ]     |
| 2017 | Desenhistas                       | Gabriel Haddad, Monclair Filho e Roberto Monteiros                                                                     | 21 | [ 89 ]     |
| 2017 | Figurinista                       | Roberto Monteiros | 22 | [ 89 ]     |
| 2017 | Coreógrafos de Comissão de Frente | Jorge Teixeira e Saulo Finelon                                                                                         | 23 | [ 89 ]     |
| 2017 | Costureira                        | Alessandra Reis e Equipe                                                                                               | 24 | [ 89 ]     |
| 2017 | Destaque de Luxo Masculino        | João Baptista | 25 | [ 89 ]     |
| 2017 | Destaque de Luxo Feminino         | Regina Marins | 26 | [ 89 ]     |
| 2018 | Intérprete                        | Wander Pires | 27 | [ 90 ]     |
| 2018 | Figurinista                       | Tarcísio Zanon | 28 | [ 90 ]     |
| 2018 | Aderecista                        | Luciano Furtado | 29 | [ 90 ]     |
| 2018 | Iluminador                        | Tom (Know-How) | 30 | [ 90 ]     |
| 2018 | Destaque de Luxo Masculino        | Rodrigo Leocádio | 31 | [ 90 ]     |
| 2018 | Destaque Perfomático Feminino     | Giovana Angélica | 32 | [ 90 ]     |
| 2019 | Destaque de Luxo Feminino         | Regina Marins | 33 | [ 91 ]     |
| 2020 | Compositores                      | Sandra de Sá, Igor Vianna, Doutor Márcio, Solano Santos, Renan Diniz, Jeferson Oliveira, Prof. Laranjo e Telmo Augusto | 34 | [ 92 ]     |
| 2020 | Destaque de Luxo Feminino         | Regina Marins | 35 | [ 92 ]     |
| 2020 | Carpinteiro                       | Robinho e Bryan Pinheiro                                                                                               | 36 | [ 92 ]     |
| 2022 | Pesquisadores                     | André Luís da Silva e Fábio Fabato                                                                                     | 37 | [ 93 ]     |
| 2023 | Estilista                         | Fernando Magalhães | 38 | [ 94 ]     |
| 2024 | Carnavalesco                      | Marcus Ferreira | 39 | [ 95 ]     |
| 2024 | Coreógrafo de Comissão de Frente  | Paulo Pinna | 40 | [ 95 ]     |
| 2024 | Assistente de Coreógrafo          | Fábio Albuquerque e Juliana Rodrigues                                                                                  | 41 | [ 95 ]     |
| 2024 | Carpinteiro                       | Bryan Pinheiro Vieira                                                                                                  | 42 | [ 95 ]     |
| 2025 | Mestre-sala e Porta-bandeira      | Bruna Santos e Diogo Jesus                                                                                             | 43 | [ 96 ]     |

## Prêmio 100% Carnaval
100% Carnaval é um prêmio virtual concedido desde 2019 às escolas de samba da primeira e da segunda divisão do carnaval carioca.
| Ano  | Categoria premiada              | C | Referência |
| ---- | ------------------------------- | - | ---------- |
| 2020 | Melhor Escola                   | 1 | [ 97 ]     |
| 2020 | Bateria                         | 2 | [ 97 ]     |
| 2020 | Carnavalesco (Jack Vasconcelos) | 3 | [ 97 ]     |
| 2025 | Comissão de Frente              | 4 | [ 98 ]     |

## Prêmio Destaques do Ano
O Prêmio Destaques do Ano é oferecido desde 2020 pelo site Carnavalesco a escolas de samba e personalidades do carnaval que se destacaram em cada ano.
| Ano       | Categoria                                          | C | Referência |
| --------- | -------------------------------------------------- | - | ---------- |
| 2020/2021 | Atuação nas Redes Sociais                          | 1 | [ 99 ]     |
| 2022      | Atuação nas Redes Sociais                          | 2 | [ 100 ]    |
| 2023      | Atuação nas Redes Sociais                          | 3 | [ 101 ]    |
| 2024      | Atuação nas Redes Sociais                          | 4 | [ 102 ]    |
| 2024      | Ritmista (Lucas Maia)                              | 5 | [ 102 ]    |
| 2024      | Influenciadora (Millena Wainer - Cantora de apoio) | 6 | [ 102 ]    |

## Resenha dos Sambistas
Resenha dos Sambistas é uma premiação criada em 2024, idealizada e promovida pelos diretores de carnaval Junior Escafura e Dudu Azevedo. Os premiados são indicados por diretores de carnaval e representantes dos segmentos de cada escola. Os três indicados de cada categoria recebem placas de primeiro, segundo e terceiro lugar.
| Ano  | Categorias premiadas                           | Outras indicações                                             | Referência      |
| ---- | ---------------------------------------------- | ------------------------------------------------------------- | --------------- |
| 2024 | - Comunicação e Marketing                      | - Intérprete - Zé Paulo Sierra (segundo lugar)                | [ 104 ] [ 105 ] |
| 2025 | - Comunicação e Marketing - Comissão de Frente | - Ala de Passistas (segundo lugar) - Bateria (terceiro lugar) | [ 106 ]         |

## S@mba-Net
O Prêmio S@mba-Net é uma premiação concedida às escolas de samba da primeira, segunda e terceira divisões do carnaval do Rio de Janeiro. Foi idealizado pelo carnavalesco Luiz Fernando Reis e criado em 1999, ano de sua primeira edição. Os premiados são escolhidos por jornalistas que fazem a cobertura dos desfiles e pelos coordenadores do prêmio.
| Ano  | Categoria premiada                                                  | C | Referência      |
| ---- | ------------------------------------------------------------------- | - | --------------- |
| 2010 | Conjunto de Passistas                                               | 1 | [ 110 ] [ 111 ] |
| 2012 | Destaque de Luxo (Regina Marins)                                    | 2 | [ 112 ] [ 113 ] |
| 2014 | Samba-enredo ("Pernambucópolis")                                    | 3 | [ 114 ]         |
| 2015 | Conjunto de Passistas                                               | 4 | [ 115 ]         |
| 2017 | Comissão de Frente                                                  | 5 | [ 116 ]         |
| 2018 | Mestre-sala e Porta-bandeira (Marcinho Siqueira e Cristiane Caldas) | 6 | [ 117 ]         |
| 2020 | Ala de Baianas                                                      | 7 | [ 118 ]         |
| 2022 | Samba-enredo ("Batuque ao Caçador")                                 | 8 | [ 119 ]         |
| 2024 | Conjunto de Passistas                                               | 9 | [ 120 ]         |

## SRzd Carnaval
O Prêmio SRzd Carnaval é uma premiação organizada e concedida pelo site SRzd à primeira, segunda e terceira divisões do carnaval carioca. De 2008 a 2011 foi realizado como "Estrela do Carnaval". A partir de 2012, passou a se chamar SRzd Carnaval. Os premiados são escolhidos por jornalistas que fazem a cobertura dos desfiles das escolas de samba.
| Ano  | Categoria premiada                                | C  | Referência |
| ---- | ------------------------------------------------- | -- | ---------- |
| 2013 | Intérprete (Luizinho Andanças)                    | 1  | [ 122 ]    |
| 2014 | Samba-enredo ("Pernambucópolis")                  | 2  | [ 123 ]    |
| 2014 | Ala de Passistas                                  | 3  | [ 123 ]    |
| 2015 | Ala de Passistas                                  | 4  | [ 124 ]    |
| 2016 | Comissão de Frente                                | 5  | [ 125 ]    |
| 2017 | Comissão de Frente                                | 6  | [ 126 ]    |
| 2017 | Carnavalesco (Alexandre Louzada)                  | 7  | [ 126 ]    |
| 2017 | Melhor Escola (eleita por votação popular online) | 8  | [ 127 ]    |
| 2018 | Intérprete (Wander Pires)                         | 9  | [ 128 ]    |
| 2019 | Ala de Passistas                                  | 10 | [ 129 ]    |
| 2020 | Ala de Passistas                                  | 11 | [ 130 ]    |
| 2024 | Bateria                                           | 12 | [ 131 ]    |

## Troféu Bateria
O Troféu Bateria é concedido por especialistas no assunto, desde 2016, às escolas de samba da primeira e da segunda divisão do carnaval carioca.
| Ano  | Categoria premiada                                  | C  | Referência |
| ---- | --------------------------------------------------- | -- | ---------- |
| 2016 | Bateria do Povo (eleita por votação popular online) | 1  | [ 132 ]    |
| 2017 | Melhor Paradinha (no refrão do meio do samba)       | 2  | [ 132 ]    |
| 2017 | Ala de Caixa                                        | 3  | [ 132 ]    |
| 2017 | Baluarte (Mestre Jorjão)                            | 4  | [ 132 ]    |
| 2017 | Bateria do Povo (eleita por votação popular online) | 5  | [ 132 ]    |
| 2018 | Ala de Chocalho                                     | 6  | [ 132 ]    |
| 2019 | Desenho de Tamborim                                 | 7  | [ 132 ]    |
| 2020 | Baluarte (Amaro)                                    | 8  | [ 132 ]    |
| 2022 | Ala de Repique                                      | 9  | [ 132 ]    |
| 2024 | Bateria do Povo (eleita por votação popular online) | 10 | [ 132 ]    |
| 2025 | Ala de Repique                                      | 11 | [ 132 ]    |

## Troféu Explosão in Samba
O Troféu Explosão in Samba é concedido pela Revista Explosão in Samba desde 2017 às escolas de samba da primeira e da segunda divisão do carnaval carioca.
| Ano  | Categoria premiada                                       | C | Referência |
| ---- | -------------------------------------------------------- | - | ---------- |
| 2019 | Samba-enredo ("Eu Sou o Tempo. Tempo É Vida")            | 1 | [ 133 ]    |
| 2022 | Rainha de Bateria (Giovana Angélica)                     | 2 | [ 134 ]    |
| 2024 | Samba-enredo ("Pede Caju que Dou... Pé de Caju que Dá!") | 3 | [ 135 ]    |

## Troféu Sambario
O Troféu Sambario é um prêmio virtual concedido pelo site especializado Sambario desde 2009 às escolas de samba dos grupos Especial e de acesso. Entre 2013 e 2017, não foi realizado, retornando com a edição de 2018. Os vencedores são escolhidos através de votação interna feita entre a equipe do site Sambario, com jornalistas e integrantes de outros veículos convidados.
| Ano  | Categoria premiada                  | C  | Referência |
| ---- | ----------------------------------- | -- | ---------- |
| 2011 | Ala de Baianas                      | 1  | [ 136 ]    |
| 2012 | Bateria                             | 2  | [ 137 ]    |
| 2018 | Bateria                             | 3  | [ 138 ]    |
| 2020 | Melhor Escola                       | 4  | [ 139 ]    |
| 2020 | Bateria                             | 5  | [ 139 ]    |
| 2020 | Comissão de Frente                  | 6  | [ 139 ]    |
| 2020 | Personalidade (Elza Soares)         | 7  | [ 139 ]    |
| 2022 | Samba-enredo ("Batuque ao Caçador") | 8  | [ 140 ]    |
| 2022 | Bateria                             | 9  | [ 140 ]    |
| 2024 | Ala de Passistas                    | 10 | [ 141 ]    |
| 2025 | Comissão de Frente                  | 11 | [ 142 ]    |
| 2025 | Ala de Passistas                    | 12 | [ 142 ]    |

## Troféu Tupi Carnaval Total
O Troféu Tupi Carnaval Total é um prêmio concedido pela Super Rádio Tupi, desde 2010, às escolas de samba da primeira e segunda divisão do carnaval. Os premiados são escolhidos por jornalistas, comentaristas e repórteres que cobrem o carnaval pela Rádio Tupi. Entre 2016 e 2019 o prêmio não foi entregue, retornando com a edição de 2020.
| Ano  | Categoria premiada             | C | Referência |
| ---- | ------------------------------ | - | ---------- |
| 2013 | Intérprete (Luizinho Andanças) | 1 | [ 143 ]    |
| 2025 | Comissão de Frente             | 2 | [ 144 ]    |

## Prêmios extintos

### Estandarte do Povo
Estandarte do Povo foi um prêmio concedido nos anos de 1982 e 1983 às escolas de samba da primeira divisão do carnaval carioca. O prêmio foi criado e organizado pelo Jornal do Brasil e pela TVS. Os vencedores eram escolhidos através do voto popular.
| Ano  | Categoria premiada | Referência |
| ---- | ------------------ | ---------- |
| 1982 | Bateria            | [ 145 ]    |
| 1983 | Bateria            | [ 146 ]    |

### Tamborim de Ouro
O Troféu Tamborim de Ouro foi um prêmio entregue entre 1998 e 2020 à primeira e segunda divisão do carnaval do Rio de Janeiro. Era organizado e oferecido pelo Jornal O Dia. Algumas categorias tinham seus vencedores escolhidos por meio de votação popular online, enquanto outras eram votadas por um júri de jornalistas e especialistas.
| Ano  | Categoria premiada                                                       | C  | Referência |
| ---- | ------------------------------------------------------------------------ | -- | ---------- |
| 1999 | Escola mais comunicativa                                                 | 1  | [ 149 ]    |
| 1999 | Escola mais criativa                                                     | 2  | [ 149 ]    |
| 1999 | Comissão de Frente                                                       | 3  | [ 149 ]    |
| 1999 | Alegorias                                                                | 4  | [ 149 ]    |
| 1999 | Fantasias                                                                | 5  | [ 149 ]    |
| 2000 | Enredo ("Verde, Amarelo, Azul-anil, Colorem o Brasil no Ano 2000")       | 6  | [ 150 ]    |
| 2000 | Bateria                                                                  | 7  | [ 150 ]    |
| 2001 | Enredo ("Paz e Harmonia, Mocidade É Alegria")                            | 8  | [ 151 ]    |
| 2002 | Melhor Escola                                                            | 9  | [ 152 ]    |
| 2003 | Enredo ("Para Sempre no Seu Coração - Carnaval da Doação")               | 10 | [ 153 ]    |
| 2003 | Bateria                                                                  | 11 | [ 153 ]    |
| 2004 | Enredo ("Não Corra, Não Mate, Não Morra - Pegue Carona com a Mocidade!") | 12 | [ 154 ]    |
| 2006 | Ala de Baianas                                                           | 13 | [ 155 ]    |
| 2007 | Bateria da Década                                                        | 14 | [ 156 ]    |
| 2008 | Mestre-sala e Porta-bandeira (Rogerinho Dornelles e Marcella Alves)      | 15 | [ 157 ]    |
| 2008 | Comissão de Frente                                                       | 16 | [ 157 ]    |
| 2008 | Samba no Pé Feminino (Alessandra Santana)                                | 17 | [ 157 ]    |
| 2010 | Intérpretes (David do Pandeiro e Nêgo)                                   | 18 | [ 158 ]    |
| 2010 | Musa da Sapucaí (Thatiana Pagung)                                        | 19 | [ 158 ]    |
| 2013 | Bateria                                                                  | 20 | [ 159 ]    |
| 2017 | Bateria                                                                  | 21 | [ 160 ]    |
| 2017 | Comissão de Frente                                                       | 22 | [ 160 ]    |
| 2019 | Bateria                                                                  | 23 | [ 161 ]    |

### Troféu Andarilho do Samba
O Troféu Andarilho do Samba foi entregue em 2008, elegendo os melhores de todas as divisões do carnaval carioca. Foi oferecido pelo programa Andarilho do Samba, da Rádio Metropolitana, sob responsabilidade do radialista Arnaldo Lyrio.
| Ano  | Categoria premiada                                          | C | Referência |
| ---- | ----------------------------------------------------------- | - | ---------- |
| 2008 | Porta-bandeira (Marcella Alves)                             | 1 | [ 162 ]    |
| 2008 | Bateria                                                     | 2 | [ 162 ]    |
| 2008 | Comissão de Frente                                          | 3 | [ 162 ]    |
| 2008 | Direção de Carnaval (José Luiz Azevedo)                     | 4 | [ 162 ]    |
| 2008 | Melhor Comunicação com o Público (Carro de Som da Mocidade) | 5 | [ 162 ]    |
| 2008 | Coordenação de Barracão (Wilker e Cláudio)                  | 6 | [ 162 ]    |
| 2008 | Assessora de Imprensa (Viola)                               | 7 | [ 162 ]    |
| 2008 | Personalidade (Paulo Vianna - Presidente da Mocidade)       | 8 | [ 162 ]    |

### Troféu Apoteose
Troféu Apoteose foi um prêmio concedido pelo Programa Cidade do Samba, do radialista João Estevam, entre 2004 e 2014 à primeira, segunda e terceira divisões do carnaval do Rio de Janeiro.
| Ano  | Categoria premiada             | Referência |
| ---- | ------------------------------ | ---------- |
| 2013 | Intérprete (Luizinho Andanças) | [ 163 ]    |
| 2014 | Bateria                        | [ 164 ]    |

### Troféu Jorge Lafond
Troféu Jorge Lafond foi um prêmio concedido entre 2004 e 2016 pela escola de samba Acadêmicos do Cubango às agremiações dos grupos de acesso. O prêmio foi criado em homenagem ao ator Jorge Lafond.
| Ano  | Categoria premiada                                            | Referência |
| ---- | ------------------------------------------------------------- | ---------- |
| 2010 | Personalidade (Tathiana Pagung - Rainha de Bateria da escola) | [ 166 ]    |

### Troféu Natal
O Troféu Natal foi um prêmio concedido pela PROMAG Promoções e Artes Gráficas em parceria com a Rede Globo às escolas de samba do Grupo 1 de 1976. O nome do prêmio homenageia Natal da Portela, morto em 1975.
| Ano  | Categoria premiada                     | Referência |
| ---- | -------------------------------------- | ---------- |
| 1976 | Melhor Bateria                         | [ 168 ]    |
| 1976 | Melhor Figurinista (Arlindo Rodrigues) | [ 168 ]    |
| 1976 | Melhor Ala (Baianas)                   | [ 168 ]    |
| 1976 | Melhor Comunicação com o Público       | [ 168 ]    |

### Troféu Papa-Tudo - Rede Manchete
O Troféu Papa-Tudo - Rede Manchete foi um prêmio concedido pela Rede Manchete entre os anos de 1995 e 1998 às escolas de samba da primeira e segunda divisões do carnaval carioca.
| Ano  | Categoria premiada                                          | C | Referência |
| ---- | ----------------------------------------------------------- | - | ---------- |
| 1995 | Melhor Escola                                               | 1 | [ 169 ]    |
| 1996 | Melhor Carnavalesco (Renato Lage)                           | 2 | [ 170 ]    |
| 1997 | Melhor Escola                                               | 3 | [ 171 ]    |
| 1998 | Melhor Enredo ("Brilha no Céu a Estrela que Me Faz Sonhar") | 4 | [ 172 ]    |
| 1998 | Melhor Carnavalesco (Renato Lage)                           | 5 | [ 173 ]    |

### Troféu Rádio Manchete
Troféu Rádio Manchete foi um prêmio concedido pela Rádio Manchete às escolas do grupos Especial, Acesso A e B. Os vencedores eram escolhidos por comentaristas e repórteres de Carnaval da Rádio Manchete AM.
| Ano  | Categoria premiada                  | C | Referência |
| ---- | ----------------------------------- | - | ---------- |
| 2008 | Rainha de Bateria (Thatiana Pagung) | 1 | [ 174 ]    |
| 2009 | Ala de Passistas                    | 2 | [ 175 ]    |
| 2010 | Rainha de Bateria (Thatiana Pagung) | 3 | [ 176 ]    |

### Troféu Sambista
Troféu Sambista foi uma premiação concedida entre 2016 e 2018 pelo Jornal do Sambista às escolas de samba da primeira, segunda e terceira divisões do carnaval.
| Ano  | Categoria premiada                  | Referência |
| ---- | ----------------------------------- | ---------- |
| 2017 | Comissão de Frente                  | [ 177 ]    |
| 2018 | Destaque de Luxo (Rodrigo Leocádio) | [ 178 ]    |

### Troféu Vai Dar Samba
O Troféu Vai Dar Samba foi entregue em 2018, elegendo os melhores da primeira e segunda divisões do carnaval carioca. Foi oferecido pelo programa Vai Dar Samba, da Rádio 94 FM, sob responsabilidade do jornalista Miro Ribeiro.
| Ano  | Categoria premiada | Referência |
| ---- | ------------------ | ---------- |
| 2018 | Ala de Passistas   | [ 179 ]    |